# Linntjärnen (Krokstads socken, Bohuslän, 652204-126660)
Linntjärnen är en sjö i Munkedals kommun i Bohuslän och ingår i Enningdalsälvens huvudavrinningsområde. Sjön är 8,5 meter djup, har en yta på 0,02 kvadratkilometer och befinner sig 145 meter över havet.